# Llista de topònims de Linyola
Llista de topònims (noms propis de lloc) del municipi de Linyola, a Pla d'Urgell
Informació actualitzada per un bot. Els canvis manuals es perdran quan s'actualitzi!

## cabana
| imatge | Nom                             | Ubicat a | instància de | Detalls | coordenades                                                          | Protecció | Commons (més fotos) | Dades a WD                    |
| ------ | ------------------------------- | -------- | ------------ | ------- | -------------------------------------------------------------------- | --------- | ------------------- | ----------------------------- |
|        | Torre de l'Armando              | Linyola  | cabana       |         | 41° 43′ 24″ N, 0° 54′ 46″ E / 41.7233665751554°N,0.912644202319006°E |           |                     | Modifica les dades a Wikidata |
|        | cabana de l'Escoda              | Linyola  | cabana       |         | 41° 44′ 10″ N, 0° 53′ 29″ E / 41.7361444194484°N,0.89132017728649°E  |           |                     | Modifica les dades a Wikidata |
|        | cabana del Collo                | Linyola  | cabana       |         | 41° 41′ 40″ N, 0° 52′ 45″ E / 41.6944305796743°N,0.879297472236203°E |           |                     | Modifica les dades a Wikidata |
|        | cabana del Joan del Nino        | Linyola  | cabana       |         | 41° 41′ 19″ N, 0° 53′ 38″ E / 41.6886035464439°N,0.893991477914431°E |           |                     | Modifica les dades a Wikidata |
|        | cabana del Josep                | Linyola  | cabana       |         | 41° 41′ 34″ N, 0° 52′ 12″ E / 41.6927813431497°N,0.869991103887126°E |           |                     | Modifica les dades a Wikidata |
|        | cabana del Marcel               | Linyola  | cabana       |         | 41° 44′ 13″ N, 0° 52′ 54″ E / 41.7368838380006°N,0.881580289301031°E |           |                     | Modifica les dades a Wikidata |
|        | cabana del Muntaner             | Linyola  | cabana       |         | 41° 44′ 02″ N, 0° 53′ 48″ E / 41.7338853103179°N,0.896804818347185°E |           |                     | Modifica les dades a Wikidata |
|        | cabana del Sàrries              | Linyola  | cabana       |         | 41° 41′ 38″ N, 0° 53′ 26″ E / 41.693906255013°N,0.890441841132231°E  |           |                     | Modifica les dades a Wikidata |
|        | cobert de Cal Perito            | Linyola  | cabana       |         | 41° 42′ 29″ N, 0° 53′ 31″ E / 41.7081350479943°N,0.89183948906776°E  |           |                     | Modifica les dades a Wikidata |
|        | cobert de l'Amadeu              | Linyola  | cabana       |         | 41° 42′ 07″ N, 0° 53′ 11″ E / 41.7018757249223°N,0.886455742104916°E |           |                     | Modifica les dades a Wikidata |
|        | cobert de l'Antoni de Cal Martí | Linyola  | cabana       |         | 41° 42′ 25″ N, 0° 52′ 36″ E / 41.7068997433773°N,0.876604005457184°E |           |                     | Modifica les dades a Wikidata |
|        | cobert de l'Areny               | Linyola  | cabana       |         | 41° 41′ 40″ N, 0° 52′ 57″ E / 41.6944062855637°N,0.882374478649539°E |           |                     | Modifica les dades a Wikidata |
|        | cobert del Cinto del Quera      | Linyola  | cabana       |         | 41° 43′ 15″ N, 0° 52′ 49″ E / 41.7209119486241°N,0.880410162488007°E |           |                     | Modifica les dades a Wikidata |
|        | cobert del Claver               | Linyola  | cabana       |         | 41° 44′ 10″ N, 0° 53′ 05″ E / 41.7360577830695°N,0.884649572259731°E |           |                     | Modifica les dades a Wikidata |
|        | cobert del Cotet                | Linyola  | cabana       |         | 41° 42′ 27″ N, 0° 53′ 21″ E / 41.7074546824686°N,0.889121421274365°E |           |                     | Modifica les dades a Wikidata |
|        | cobert del Gravat               | Linyola  | cabana       |         | 41° 41′ 26″ N, 0° 52′ 54″ E / 41.6905811555561°N,0.881538730269488°E |           |                     | Modifica les dades a Wikidata |
|        | cobert del Gravat del Mas       | Linyola  | cabana       |         | 41° 42′ 48″ N, 0° 53′ 30″ E / 41.7134280847893°N,0.891690507824561°E |           |                     | Modifica les dades a Wikidata |
|        | cobert del Jaume                | Linyola  | cabana       |         | 41° 42′ 30″ N, 0° 52′ 51″ E / 41.7082219490787°N,0.880899341574186°E |           |                     | Modifica les dades a Wikidata |
|        | cobert del Martí                | Linyola  | cabana       |         | 41° 42′ 47″ N, 0° 53′ 06″ E / 41.7130447133004°N,0.885044005138551°E |           |                     | Modifica les dades a Wikidata |
|        | cobert del Raimundo             | Linyola  | cabana       |         | 41° 42′ 46″ N, 0° 52′ 39″ E / 41.7127444348015°N,0.877553461317531°E |           |                     | Modifica les dades a Wikidata |
|        | cobert del Vidal                | Linyola  | cabana       |         | 41° 42′ 29″ N, 0° 53′ 07″ E / 41.7080845125499°N,0.885170598437975°E |           |                     | Modifica les dades a Wikidata |
|        | cobert del Vives                | Linyola  | cabana       |         | 41° 42′ 28″ N, 0° 53′ 14″ E / 41.707806612914°N,0.887198892141398°E  |           |                     | Modifica les dades a Wikidata |

## casa
| imatge | Nom                      | Ubicat a | instància de | Detalls                             | coordenades                                                               | Protecció                                  | Commons (més fotos)      | Dades a WD                    |
| ------ | ------------------------ | -------- | ------------ | ----------------------------------- | ------------------------------------------------------------------------- | ------------------------------------------ | ------------------------ | ----------------------------- |
|        | Cal Formiguera (Linyola) | Linyola  | casa         | Estil: arquitectura del Renaixement | 41° 42′ 37″ N, 0° 54′ 16″ E / 41.7104°N,0.90452°E                         | bé integrant del patrimoni cultural català | Cal Formiguera (Linyola) | Modifica les dades a Wikidata |
|        | Cal Galceran             | Linyola  | casa         | Estil: arquitectura barroca         | 41° 42′ 35″ N, 0° 54′ 16″ E / 41.7096°N,0.90444°E ca:Carrer Ramon i Cajal | bé cultural d'interès local                | Cal Galceran (Linyola)   | Modifica les dades a Wikidata |
|        | Cal Querol               | Linyola  | casa         |                                     | 41° 42′ 36″ N, 0° 54′ 18″ E / 41.709999°N,0.905028°E                      | bé cultural d'interès local                |                          | Modifica les dades a Wikidata |

## edifici
| imatge | Nom                       | Ubicat a | instància de | Detalls                     | coordenades                                                   | Protecció                   | Commons (més fotos)        | Dades a WD                    |
| ------ | ------------------------- | -------- | ------------ | --------------------------- | ------------------------------------------------------------- | --------------------------- | -------------------------- | ----------------------------- |
|        | Escorxador Municipal      | Linyola  | edifici      | Estil: modernisme català    | 41° 42′ 41″ N, 0° 54′ 17″ E / 41.711437°N,0.904684°E 240 msnm | bé cultural d'interès local |                            | Modifica les dades a Wikidata |
|        | Espai Memorial Democràtic | Linyola  | edifici      |                             | 41° 42′ 37″ N, 0° 54′ 16″ E / 41.710407°N,0.904399°E          | bé cultural d'interès local |                            | Modifica les dades a Wikidata |
|        | Espai les Monges          | Linyola  | edifici      |                             | 41° 42′ 39″ N, 0° 54′ 20″ E / 41.71094°N,0.905463°E           | bé cultural d'interès local |                            | Modifica les dades a Wikidata |
|        | els Porxos                | Linyola  | edifici      | Estil: arquitectura popular | 41° 42′ 39″ N, 0° 54′ 19″ E / 41.710714°N,0.905258°E          | bé cultural d'interès local | Centre històric de Linyola | Modifica les dades a Wikidata |

## granja
| imatge | Nom                           | Ubicat a | instància de | Detalls | coordenades                                                          | Protecció | Commons (més fotos) | Dades a WD                    |
| ------ | ----------------------------- | -------- | ------------ | ------- | -------------------------------------------------------------------- | --------- | ------------------- | ----------------------------- |
|        | Granges del Dionísio          | Linyola  | granja       |         | 41° 40′ 55″ N, 0° 51′ 57″ E / 41.6819603523834°N,0.86587890749241°E  |           |                     | Modifica les dades a Wikidata |
|        | Granges del Morrut            | Linyola  | granja       |         | 41° 42′ 34″ N, 0° 55′ 07″ E / 41.7093063162616°N,0.918531991408956°E |           |                     | Modifica les dades a Wikidata |
|        | Granja de l'Esquerra          | Linyola  | granja       |         | 41° 42′ 21″ N, 0° 53′ 37″ E / 41.7058706362143°N,0.893596097054897°E |           |                     | Modifica les dades a Wikidata |
|        | Granja del Capdevila          | Linyola  | granja       |         | 41° 43′ 23″ N, 0° 53′ 43″ E / 41.7231689773046°N,0.895399282942998°E |           |                     | Modifica les dades a Wikidata |
|        | Granja del Claver             | Linyola  | granja       |         | 41° 44′ 09″ N, 0° 53′ 07″ E / 41.7358080417071°N,0.885271003225968°E |           |                     | Modifica les dades a Wikidata |
|        | Granja del Collfred           | Linyola  | granja       |         | 41° 42′ 21″ N, 0° 53′ 27″ E / 41.7058541835147°N,0.890736211678265°E |           |                     | Modifica les dades a Wikidata |
|        | Granja del Darbra             | Linyola  | granja       |         | 41° 43′ 17″ N, 0° 53′ 38″ E / 41.7215032662541°N,0.893950971575943°E |           |                     | Modifica les dades a Wikidata |
|        | Granja del Jeroni             | Linyola  | granja       |         | 41° 43′ 44″ N, 0° 53′ 35″ E / 41.7288289463469°N,0.893158569218875°E |           |                     | Modifica les dades a Wikidata |
|        | Granja del Jeroni de Sarsènit | Linyola  | granja       |         | 41° 43′ 22″ N, 0° 53′ 36″ E / 41.7226990460305°N,0.893346887049777°E |           |                     | Modifica les dades a Wikidata |
|        | Granja del Jeroni de Sarsènit | Linyola  | granja       |         | 41° 40′ 59″ N, 0° 53′ 09″ E / 41.6831242940237°N,0.88596443455692°E  |           |                     | Modifica les dades a Wikidata |
|        | Granja del Morrut             | Linyola  | granja       |         | 41° 42′ 35″ N, 0° 54′ 46″ E / 41.7095887411566°N,0.912753613157718°E |           |                     | Modifica les dades a Wikidata |
|        | Granja del Pilota             | Linyola  | granja       |         | 41° 42′ 28″ N, 0° 53′ 02″ E / 41.7079056132053°N,0.883770245964011°E |           |                     | Modifica les dades a Wikidata |
|        | Granja del Pujades            | Linyola  | granja       |         | 41° 42′ 26″ N, 0° 53′ 34″ E / 41.707250374101°N,0.892709722171312°E  |           |                     | Modifica les dades a Wikidata |
|        | Granja del Quereta            | Linyola  | granja       |         | 41° 41′ 37″ N, 0° 53′ 44″ E / 41.693667710147°N,0.89560463637412°E   |           |                     | Modifica les dades a Wikidata |
|        | Granja del Regató             | Linyola  | granja       |         | 41° 42′ 32″ N, 0° 53′ 26″ E / 41.708830902009°N,0.89063178998432°E   |           |                     | Modifica les dades a Wikidata |
|        | Granja del Serenet            | Linyola  | granja       |         | 41° 43′ 28″ N, 0° 52′ 15″ E / 41.7245510021788°N,0.870696912037181°E |           |                     | Modifica les dades a Wikidata |
|        | Granja del Tossa              | Linyola  | granja       |         | 41° 42′ 26″ N, 0° 53′ 30″ E / 41.7071310848576°N,0.891607887787386°E |           |                     | Modifica les dades a Wikidata |
|        | Granja del Vives              | Linyola  | granja       |         | 41° 42′ 33″ N, 0° 53′ 12″ E / 41.7091634936314°N,0.886541466085657°E |           |                     | Modifica les dades a Wikidata |

## masia
| imatge | Nom                  | Ubicat a | instància de | Detalls | coordenades                                                          | Protecció | Commons (més fotos) | Dades a WD                    |
| ------ | -------------------- | -------- | ------------ | ------- | -------------------------------------------------------------------- | --------- | ------------------- | ----------------------------- |
|        | Cal Calderola        | Linyola  | masia        |         | 41° 42′ 13″ N, 0° 54′ 29″ E / 41.7037096789627°N,0.907920231130792°E |           |                     | Modifica les dades a Wikidata |
|        | Cal Collfred         | Linyola  | masia        |         | 41° 44′ 06″ N, 0° 54′ 30″ E / 41.7351049668613°N,0.908356197215995°E |           |                     | Modifica les dades a Wikidata |
|        | Cal Daniel el Sequet | Linyola  | masia        |         | 41° 43′ 50″ N, 0° 54′ 23″ E / 41.7305562422793°N,0.906351671566956°E |           |                     | Modifica les dades a Wikidata |
|        | Cal Falcó            | Linyola  | masia        |         | 41° 43′ 00″ N, 0° 53′ 10″ E / 41.7166762160175°N,0.886126957866684°E |           |                     | Modifica les dades a Wikidata |
|        | Cal Serra            | Linyola  | masia        |         | 41° 42′ 53″ N, 0° 53′ 18″ E / 41.714645543306°N,0.888345144187126°E  |           |                     | Modifica les dades a Wikidata |
|        | Masia de l'Andorrà   | Linyola  | masia        |         | 41° 42′ 09″ N, 0° 53′ 37″ E / 41.7026°N,0.893636°E 229.8 msnm        |           |                     | Modifica les dades a Wikidata |
|        | Masia de l'Espanyol  | Linyola  | masia        |         | 41° 43′ 25″ N, 0° 53′ 27″ E / 41.7236362782966°N,0.890923901750667°E |           |                     | Modifica les dades a Wikidata |
|        | Masia de l'Ignasiet  | Linyola  | masia        |         | 41° 44′ 02″ N, 0° 52′ 57″ E / 41.7338098189386°N,0.882402772100079°E |           |                     | Modifica les dades a Wikidata |
|        | Masia del Basili     | Linyola  | masia        |         | 41° 42′ 15″ N, 0° 54′ 25″ E / 41.704125760193°N,0.90702940370577°E   |           |                     | Modifica les dades a Wikidata |
|        | Masia del Camil·lo   | Linyola  | masia        |         | 41° 43′ 01″ N, 0° 53′ 29″ E / 41.7169011498786°N,0.891504830838252°E |           |                     | Modifica les dades a Wikidata |
|        | Masia del Cocó       | Linyola  | masia        |         | 41° 43′ 39″ N, 0° 54′ 00″ E / 41.7275293518476°N,0.899897653882186°E |           |                     | Modifica les dades a Wikidata |
|        | Torre Oliva          | Linyola  | masia        |         | 41° 43′ 12″ N, 0° 54′ 32″ E / 41.7200180561506°N,0.908785603739473°E |           |                     | Modifica les dades a Wikidata |
|        | Torre de Bonell      | Linyola  | masia        |         | 41° 40′ 55″ N, 0° 51′ 59″ E / 41.6818632694247°N,0.86647080695705°E  |           |                     | Modifica les dades a Wikidata |
|        | Torre de l'Estrella  | Linyola  | masia        |         | 41° 41′ 38″ N, 0° 51′ 40″ E / 41.69387430784°N,0.86108020206035°E    |           |                     | Modifica les dades a Wikidata |
|        | Torre del Blanc      | Linyola  | masia        |         | 41° 42′ 14″ N, 0° 51′ 34″ E / 41.703752774883°N,0.85955088930759°E   |           |                     | Modifica les dades a Wikidata |
|        | Torre del Camarasa   | Linyola  | masia        |         | 41° 43′ 36″ N, 0° 54′ 44″ E / 41.7267824113548°N,0.912281120057886°E |           |                     | Modifica les dades a Wikidata |
|        | Torre del Conxo      | Linyola  | masia        |         | 41° 41′ 34″ N, 0° 54′ 20″ E / 41.69289286132°N,0.90557208896812°E    |           |                     | Modifica les dades a Wikidata |
|        | Torre del Formiguera | Linyola  | masia        |         | 41° 41′ 27″ N, 0° 53′ 14″ E / 41.6908916810813°N,0.887151925347821°E |           |                     | Modifica les dades a Wikidata |
|        | Torre del Lluís      | Linyola  | masia        |         | 41° 43′ 12″ N, 0° 53′ 01″ E / 41.719898877858°N,0.883593020372049°E  |           |                     | Modifica les dades a Wikidata |
|        | Torre del Mas        | Linyola  | masia        |         | 41° 41′ 43″ N, 0° 53′ 19″ E / 41.695285378994°N,0.88867133573182°E   |           |                     | Modifica les dades a Wikidata |
|        | Torre del Ros        | Linyola  | masia        |         | 41° 41′ 35″ N, 0° 54′ 21″ E / 41.6931356957887°N,0.90591988408415°E  |           |                     | Modifica les dades a Wikidata |
|        | Torre del Senyorito  | Linyola  | masia        |         | 41° 44′ 01″ N, 0° 53′ 04″ E / 41.7336224404537°N,0.884452968149787°E |           |                     | Modifica les dades a Wikidata |
|        | Torre del Xaparro    | Linyola  | masia        |         | 41° 41′ 43″ N, 0° 53′ 20″ E / 41.6953436377769°N,0.888772608562352°E |           |                     | Modifica les dades a Wikidata |
|        | Xalet del Flaquer    | Linyola  | masia        |         | 41° 42′ 08″ N, 0° 54′ 05″ E / 41.7022763349428°N,0.901428960065324°E |           |                     | Modifica les dades a Wikidata |
|        | la Gravera           | Linyola  | masia        |         | 41° 40′ 52″ N, 0° 53′ 47″ E / 41.6809838919676°N,0.896438598225043°E |           |                     | Modifica les dades a Wikidata |

## Misc
| imatge | Nom                           | Ubicat a                                                                | instància de                                   | Detalls                                  | coordenades                                                                                           | Protecció                                            | Commons (més fotos)                     | Dades a WD                    |
| ------ | ----------------------------- | ----------------------------------------------------------------------- | ---------------------------------------------- | ---------------------------------------- | --- | ---------------------------------------------------- | --------------------------------------- | ----------------------------- |
|        | Alzinera de Linyola           | Linyola                                                                 | arbre singular                                 | Taxon: alzina (Quercus ilex)             | 41° 42′ 27″ N, 0° 53′ 42″ E / 41.707535°N,0.894996°E                                                  |                                                      |                                         | Modifica les dades a Wikidata |
|        | Castell de Linyola            | Linyola                                                                 | castell casa consistorial                      | Estil: arquitectura del Renaixement 1577 | 41° 42′ 37″ N, 0° 54′ 16″ E / 41.7103°N,0.904379°E ca:Carrer Major, 7 247 msnm                        | bé d'interès cultural bé cultural d'interès nacional | Castell de Linyola                      | Modifica les dades a Wikidata |
|        | Centre històric de Linyola    | Linyola                                                                 | centre històric                                |                                          | 41° 42′ 38″ N, 0° 54′ 17″ E / 41.71066°N,0.9047°E                                                     | bé integrant del patrimoni cultural català           | Centre històric de Linyola              | Modifica les dades a Wikidata |
|        | LP-3322a                      | Linyola                                                                 | carretera                                      |                                          | 41° 41′ 57″ N, 0° 54′ 11″ E / 41.6993°N,0.902953°E                                                    |                                                      |                                         | Modifica les dades a Wikidata |
|        | Linyola                       | Linyola                                                                 | entitat singular de població capital municipal | 2737 hab                                 | 41° 42′ 00″ N, 0° 55′ 00″ E / 41.7°N,0.91667°E 245 msnm                                               |                                                      |                                         | Modifica les dades a Wikidata |
|        | Linyola                       | Linyola                                                                 | vèrtex geodèsic                                |                                          | 41° 42′ 39″ N, 0° 54′ 18″ E / 41.710776°N,0.904892°E 273.903 msnm                                     |                                                      |                                         | Modifica les dades a Wikidata |
|        | Llindes                       | Linyola                                                                 | llinda                                         | Estil: arquitectura popular 16th century | 41° 42′ 40″ N, 0° 54′ 14″ E / 41.71112°N,0.90393°E ca:C. Llibertat, 16 i 18 246 msnm                  | bé integrant del patrimoni cultural català           | Llindes al carrer Llibertat de Linyola  | Modifica les dades a Wikidata |
|        | Molí d'oli de Linyola         | Linyola                                                                 | molí Ús: trull                                 | Estil: arquitectura popular              | 41° 42′ 37″ N, 0° 54′ 14″ E / 41.7104°N,0.90391°E                                                     | bé cultural d'interès local                          | Molí d'oli de Linyola                   | Modifica les dades a Wikidata |
|        | Préstec de Linyola            | Linyola                                                                 | zona humida                                    | Superfície: 0.44ha                       | 41° 43′ 17″ N, 0° 54′ 22″ E / 41.7214°N,0.90599°E                                                     |                                                      | Préstec de Linyola                      | Modifica les dades a Wikidata |
|        | Santa Maria de Linyola        | Linyola                                                                 | església                                       | Estil: arquitectura gòtica               | 41° 42′ 39″ N, 0° 54′ 18″ E / 41.7107°N,0.90504°E                                                     | bé cultural d'interès local                          | Església de Santa Maria de Linyola      | Modifica les dades a Wikidata |
|        | canal auxiliar d'Urgell       | Noguera Pla d'Urgell Segrià                                             | canal de reg                                   | Desemboca: canal d'Urgell                | 41° 42′ 28″ N, 0° 55′ 39″ E / 41.707651°N,0.927486°E                                                  |                                                      |                                         | Modifica les dades a Wikidata |
|        | creu de terme de les Oliveres | Linyola                                                                 | creu de terme                                  | Estil: arquitectura popular              | 41° 42′ 28″ N, 0° 53′ 49″ E / 41.70788°N,0.89687°E ca:Cruïlla del camí Poal - els Arcs 245 msnm       | bé cultural d'interès local                          | Creu de terme de les Oliveres (Linyola) | Modifica les dades a Wikidata |
|        | la Font Vella                 | Linyola                                                                 | font                                           | Estil: arquitectura popular              | 41° 42′ 55″ N, 0° 53′ 00″ E / 41.7153°N,0.88346°E                                                     | bé cultural d'interès local                          | La Font Vella (Linyola)                 | Modifica les dades a Wikidata |
|        | riu Corb                      | Noguera Segrià Conca de Barberà Pla d'Urgell Urgell província de Lleida | curs d'aigua                                   | Desemboca: Segre Llarg: 57km             | 41° 40′ 41″ N, 0° 42′ 45″ E / 41.678°N,0.71242°E 41° 32′ 33″ N, 1° 21′ 21″ E / 41.542506°N,1.355713°E |                                                      | Corb River                              | Modifica les dades a Wikidata |